# Jurgen
Jurgen is een voornaam die vooral voorkomt in het Nederlandse en Duitse taalgebied. In het Duits wordt het met een umlaut geschreven: Jürgen.
De oorsprong van deze naam is de Oudgriekse naam Γεώργιος (Georgios).
Deze naam betekent "bewerker van de Aarde". Dat is natuurlijk een dubbele betekenis. Enerzijds kan gedoeld worden op een agrariër, dus iemand die letterlijk het land bewerkt, maar over het algemeen op iemand die de wereld weet te veranderen en/of aan te passen, door middel van een ingrijpende handeling, dus figuurlijk een 'bewerker van de Aarde'.
Bekende varianten op de naam Jurgen zijn: Jori, Jürg, Jorianne, Jorian, Jorien, Joris, Jory, Joury, Jurian